# 哈克庭院

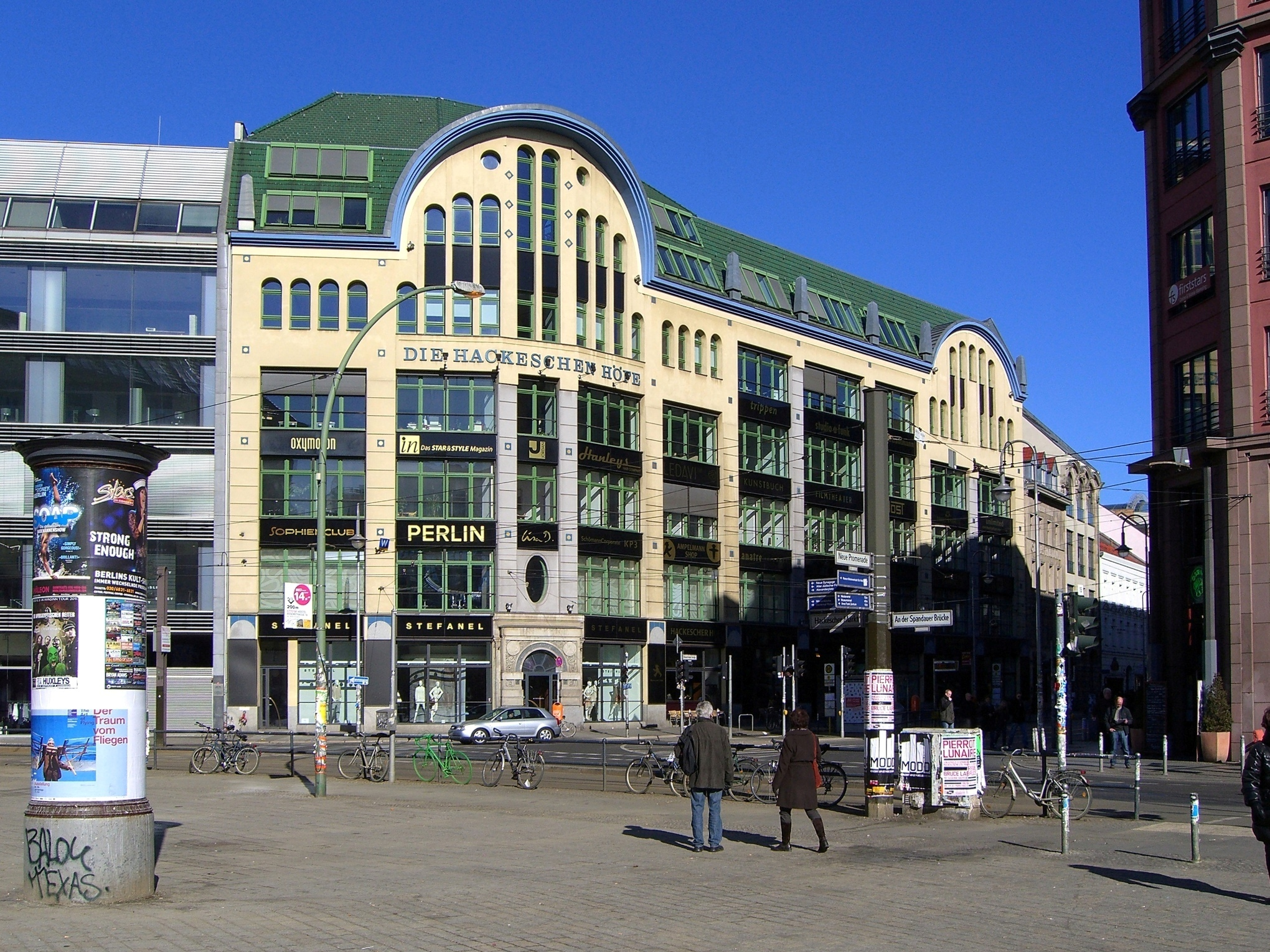

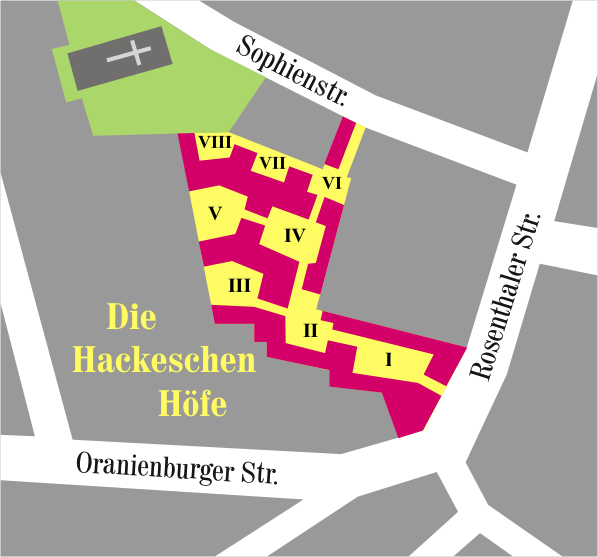
哈克庭院平面

哈克庭院 (Hackesche Höfe)是柏林市中心的一组著名的庭院，毗邻哈克市场（Hackescher Markt）。它由八个相互连接的庭院组成，可通过位于罗森塔勒大街（Rosenthaler Straße）40号的拱形主入口进入。
该建筑群为新艺术运动风格，由奥古斯特·恩德尔（August Endel）设计，第一个庭院装饰有华丽的彩砖外墙。项目的建设始于1906年，是按照住宅区、作坊、贸易和文化之间明显分隔的模式，这使其与19世纪的庭院区分开来。。
1909年，库尔特·希勒（Kurt Hiller）和雅各布·范·霍迪斯（Jakob van Hoddis）在这里建立了新俱乐部（Der Neue Club） 举办了诸如文学之夜之类的活动，他们称之为“新情感歌舞表演”（Neopathetisches Cabaret）。这些活动非常受欢迎，通常能吸引数百名观众。哈克庭院有一块纪念范·霍迪斯作为国家社会主义受害者的纪念牌。

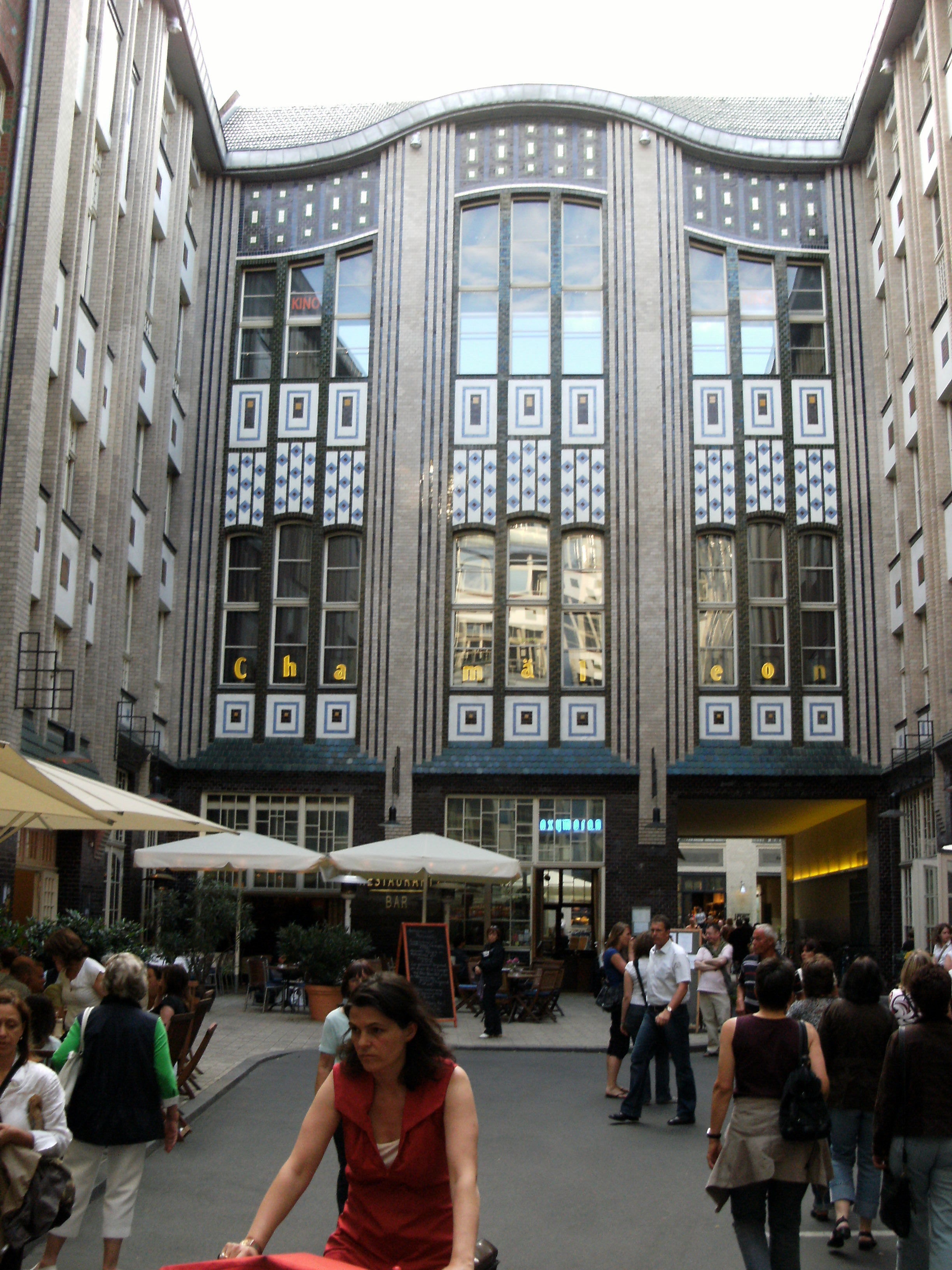
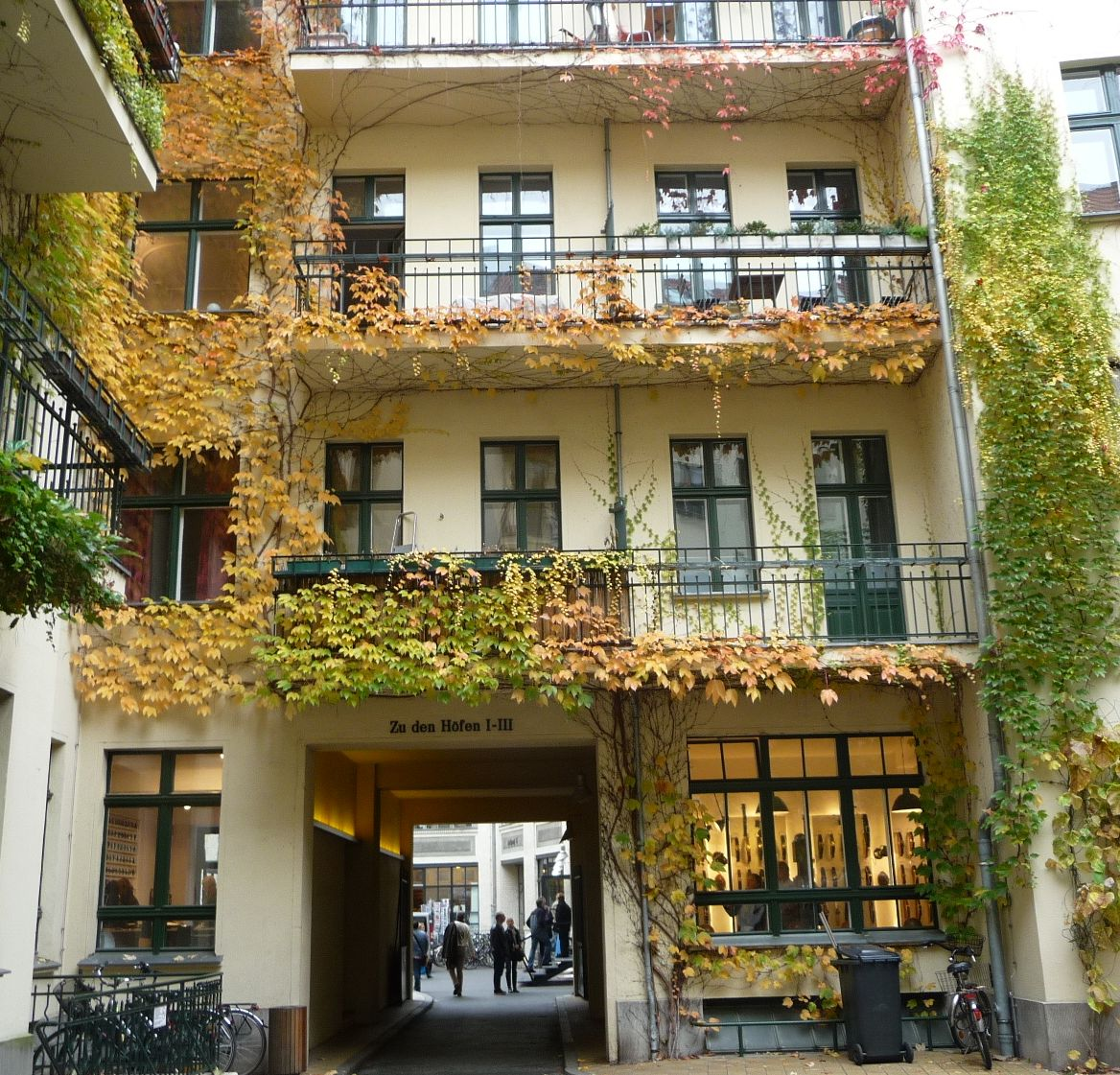
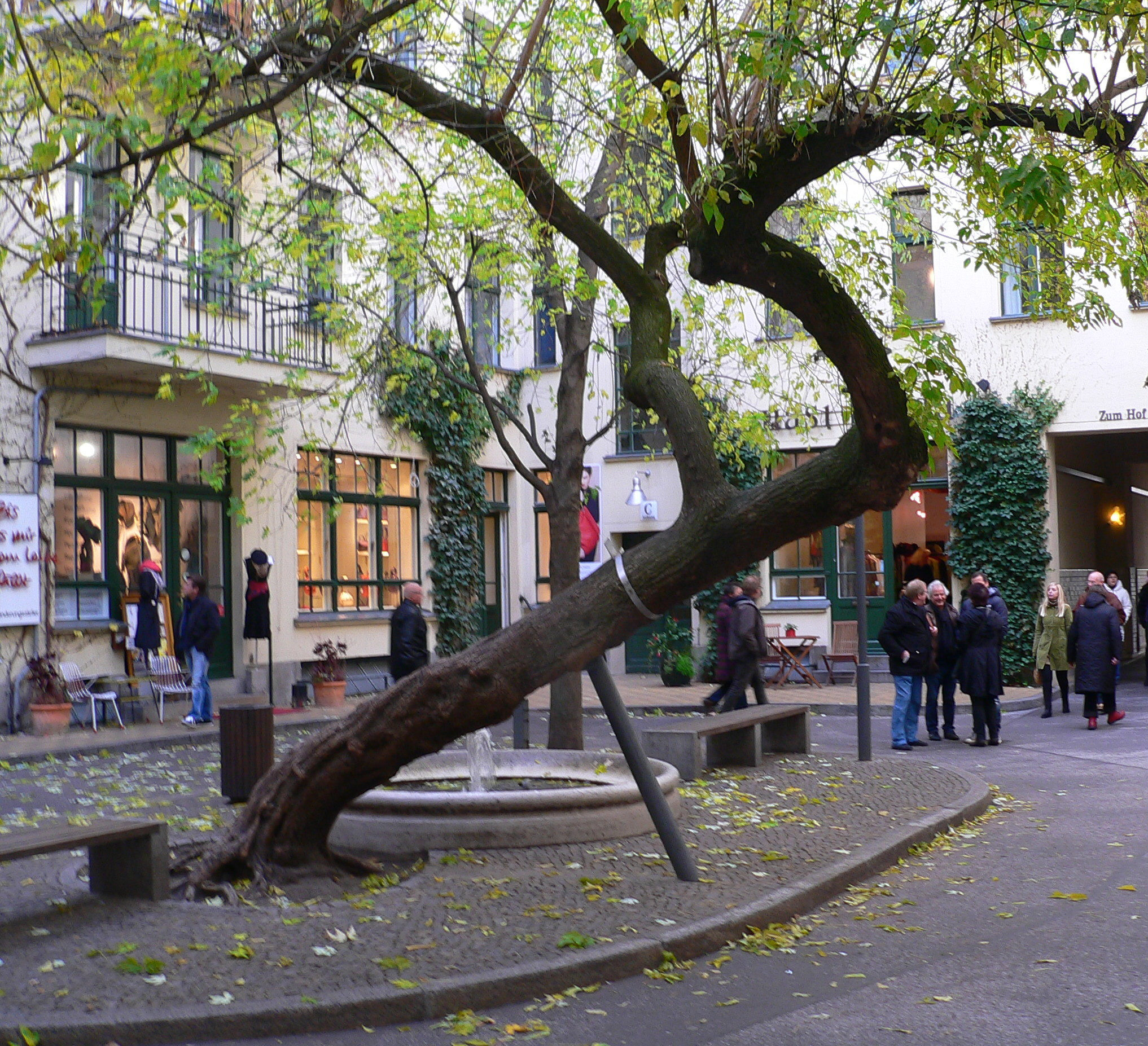
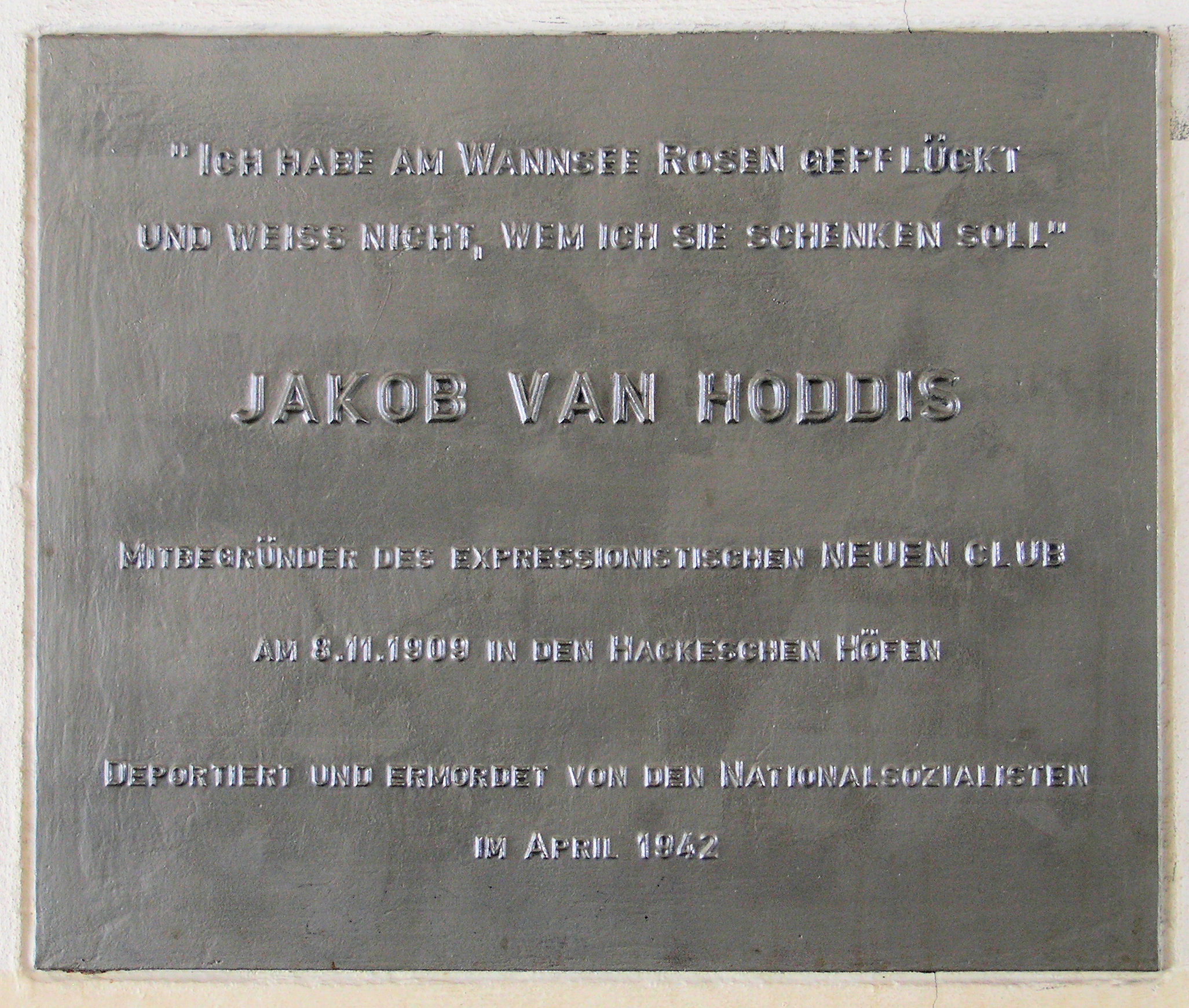
雅各布·范·霍迪斯纪念牌